# Chinnarat Phadungsil
Chinnarat Phadungsil (Chanthaburi, 1 november 1988) is een professioneel golfer uit Thailand. Hij is de jongste winnaar op de Aziatische PGA Tour.
Zijn ouders waren enthousiaste golfers en namen Chinnarat al op achtjarige leeftijd mee naar de baan.

## Amateur
Als amateur won hij in Azië, Australië en de Verenigde Staten, waar hij toen studeerde. 

In 2005 won hij in Bangkok het Double A International Open, dat deel uitmaakt van de professional Aziatische Tour. Hij had toen net zijn 17de verjaardag gevierd. Hoewel hij aan de laatste ronde begon met vijf slagen achterstand op nummer twee, kwam hij toch in de play-off terecht tegen Shiv Kapur. Hij was op de Aziatische Tour de jongste winnaar ooit en de derde amateur die er won. Na het toernooi werd hij professional.

### Gewonnen
- 2001: Asia Pacific Junior Golf Championship
- 2002: Jack Newton Junior Golf Championship (Australië)
- 2003: Sprint International Amateur Golf Championship (USA)
- 2004: Asia Pacific Junior Masters
- 2005: Junior World Golf Championships (Boys 15-17) in de Verenigde Staten

## Professional
Hij werd in 2005 professional, net 17 jaar oud. Als rookie op de Tour behaalde hij al een overwinning, weer via een play-off, en eindigde in 2006 op de 29ste plaats van de Order of Merit. In 2007 won hij bijna de Misea China Classic, maar in een play-off moest hij zijn meerdere erkennen in Thaworn Wiratchant.

Via de Tourschool verdiende hij een kaart voor de Europese PGA Tour van 2009.

### Gewonnen
- 2005: Double A International Open
- 2006: Crown Plaza Open
- 2009: Queen's Cup